# Eldest
Eldest je druhý díl fantasy cyklu Odkaz Dračích jezdců spisovatele Christophera Paoliniho.

## Děj
Na začátku knížky je atmosféra po bitvě. Vardenové zrovna vítají Ažihada, který jde v doprovodu s Murtaghem a dalšími bojovníky, když je napadnou urgalové. Zabijí Ažihada, Murtagha i ostatní bojovníky, co šli s ním. Vardenové se z toho nemohou vzpamatovat, ale jako Ažihadova nástupce vyberou jeho dceru Nasuadu. Eragon přísahá věrnost jí a trpaslíkům a těsně po pohřbu Ažihada odejde spolu se Safirou, Aryou a trpaslíkem Orikem do Ellesméry (elfského města), kde si má zdokonalit svoje bojovnické schopnosti.
Roran se vrátil domů do vesnice, kde dřív žil i Eragon. Celou vesnici ale začnou napadat ra'zakové, kteří chtějí právě Rorana, aby jim dal nějaké informace o Eragonovi. Vesnice se ale nevzdává a bojuje. Vesničané zabijí několik vojáků. Během toho všeho se Roran i přes nesouhlas jejího otce Slouna s Katrinou zasnoubí.
Když Eragon poznal královnu Ellesméry Islanzadí, dozvěděl se, že Arya je její dcera. Elfové mu ukázali jejich největší zbraň proti králi a zároveň jeho učitele - Oromise s drakem Glaedrem (Jezdce, o kterém Galbatorix neví, že přežil). Tak začal Eragonův a Safiřin výcvik v Ellesméře, kde se toho každý den učili víc a víc. Eragon zjistí, že přinesl dívce Elvě hrozné utrpení tím, že jí špatně požehnal.
Vesnici znovu napadne vojsko s ra'zaky a unesou Katrinu. Vesničané pochopí, že ve vesnici nemohou dál zůstávat a tak se vydají za Vardeny do Surdy. Roran chce ale spíš osvobodit Katrinu. Když zastaví v Nardě, odkud chtějí za pár dní vyjet čluny, vidí tam plakát s odměnami za dopadnutí jeho a Eragona. Roran si uvědomí, že Eragon je stále naživu.
Eragon během oslav pokrevní přísahy získá kouzlem podobu elfa a Arye znovu vyzná lásku, která ho ale opět odmítne. Nazíráním Eragon zjistí, že Vardenové potřebují nutně pomoct, protože začíná bitva. Vezme Safiru a Orika a letí do Surdy. Tam se těsně před bitvou setká s Elvou. Ta mu překvapivě skoro nic nevyčítá. Nastane bitva. Eragon se Safirou jsou celkem úspěšní, ale po pár hodinách jsou už všichni vyčerpaní. V tom ale přijde trpasličí král Hrothgar se svým vojskem, když tu náhle se z nebe přiřítí Červený drak s někým na zádech a kouzlem Hrothgara zabije . Uprostřed bitvy připlouvá loď s Roranem a vesničany. Všichni si myslí, že je králova. Eragon se Safirou se jí vydávají zneškodnit.
Mezitím se vesničané dostanou až do Teirmu. V Teirmu hledají vybavení na loď, které by mohli levně koupit. Doslechnou se o Jeodovi který zkrachoval a prodává věci až moc levně. Když tam dojdou, baví se o obchodu a Jeod se dostane ke své bývalé sousedce Angele. Jeden muž se prořekne a řekne: U ní se přece chtěla Gertruda zastavit Rorane. Roran ho napomene, ale aby to nebylo vidět, protože muž prořekl pravé jméno. Roran si myslí, že Jeodovi nebude nic připomínat, ale připomínalo. Řekl: Ty jsi Roran, syn Gera. Roran se ho zeptal odkud to ví. Jeod mu odpověděl, že tady byl i se Safirou a Bromem. Když zjistí že to Roran neví, vypráví mu že Eragon je jezdec. Roran uvěří že mluví pravdu. Vesničané společně s Jeodem unesou velkou loď a plují do Surdy. Už jsou skoro tam když někdo vykřikne: Připlouvá loď. V tom se z nebe snese modrý drak a Roran na jeho hřbetě uvidí Eragona. Eragon řekne Vardenům že na lodi nejsou nepřátelé a pokračují dál v bitvě. K Eragonovi se snese červený drak Trn a na jeho hřbetě je Murtagh, který se nuceně přidal ke Galbatorixovi. Na závěr boje, kdy Eragon prohrává, si Murtagh vezme Zar'roc (meč Eragona) a řekne Eragonovi, že on je jeho bratr a starší syn Morzana. Eragon si myslí že mu lže, ale Murtagh to zopakuje i ve Starověkém jazyce. Eragon si všimne Rorana jak míří ke Dvojčatům a zabíjí je. Murtagh nechal Eragona žít a odletěl. Bitva skončila. Vardenové vyhráli ale pro Eragona to byla prohra. Vždy chtěl znát otce, ale teď toho litoval. Setkal se s Roranem a společně se Safirou šli k Nasuadě a Arye. Ty si už myslely, že je mrtvý. Nasuada rozhodla, aby se o tom, že je Eragon syn Morzana nikdo nedozvěděl. Eragon vše vysvětlí Roranovi a dohodnou se, že Eragon půjde s Roranem zachránit Katrinu.